# 2004 FU162
2004 FU162 (2004 FU162) är en meteoroid som passerade inom en jordradie (~6400 km) från jorden 15:35 UTC den 31 mars 2004 Detta är en av de närmaste passager av jorden som har observerats. Upptäckten publicerades 22 augusti 2004.
Som en jämförelse kan sägas att geostationära satelliter har sin omloppsbana vid 5,6 jordradier och GPS-satelliter har sina banor vid 3,17 jordradier.
Den observerades bara fyra gånger under en period av 44 minuter och man har inte hittat några andra observationer. Trots det bedöms det att den beräknade omloppsbanan är tillförlitlig.
2004 FU162 beräknas vara bara 6 meter i diameter. Det betyder att den skulle brinna upp av luftmotståndet om den skulle kollidera med jorden. Objekt som är mindre än 50 meter i diameter räknas i allmänhet som meteoroider istället för asteroider.